# فالدينا
فالدينا (بالإيطالية: Valdina)‏ هي بلدية في مقاطعة ميسينا في صقلية الإيطالية.

## السكان
في سنة 1861 بلغ عدد السكان 640 نسمة، وتطور العدد ليصل في سنة 2011 لـ 1٬352 نسمة.
يظهر هذا المخطط البياني تطور النمو السكاني لـ فالدينا